# 阿基米德 (CAD)
阿基米德（英語：Archimedes），又稱「The Open CAD」或「Arquimedes」，是一款以建築設計為導向的電腦輔助設計（CAD）軟體。該軟體由建築師和建築事務所直接參與設計與開發，目的是提供比目前廣泛使用的 AutoCAD 和其他通用 CAD 軟體更適合建築設計需求的工具。
阿基米德是一款自由軟體，依據 Eclipse 公共授權條款（EPL）發行。

## 特色
- 基本繪圖
  - 線段（line）、多段線（polyline）、圓弧（arc）與圓形（circle）
  - 文字輸入與編輯
  - 探查
  - 偏移
- CAD 進階功能
  - 修剪
  - 倒角
  - 面積計算
- 其他功能
  - 自動儲存
  - SVG 格式匯出
  - PDF 格式匯出
  - 支援多語言介面（英語、葡萄牙語、義大利語）

### 與其他 CAD 系統的整合
阿基米德使用其自行設計的、基於 XML 的開放格式，其結構類似於 SVG。目前尚未支援其他 CAD 格式，但計畫未來加入對 DXF 格式的支援。

### 開發
Archimedes 以 Java 編寫，最新版可在 Windows、Mac OS X、Linux/Unix 等系統上運行，並有可能在支援 LWJGL 且具備 1.5.0 或以上版本 Java 虛擬機的其他平台上運行。

### 歷史
阿基米德軟體最初由巴西聖保羅大學 的程式設計師與建築學系學生於 2005 年共同發起。該計畫採開源模式發展，現由一組大學生在名為 Hugo 的領導人帶領下繼續維護。任何人皆可自由貢獻插件或修補程式。

#### 時間軸
- 2005/07/12:  阿基米德專案註冊於SourceForge.net
- 2006/10/25:  最後一個穩定的 pre-RCP 版本0.16.0發布。
- 2007/04/25:  遷移至 RCP 平台後的第一個穩定版本0.50.0發布。

### 遷移至 Eclipse RCP 平台
在 0.5x 系列版本中遷移至 Eclipse Rich Client Platform（RCP）大幅改善了使用者介面模型與穩定性，但某些在最後一個 pre-RCP 版本中的功能仍在移植中。0.58.0 版本透過新增修剪、引導線、SVG 與 PDF 匯出功能，讓此移植過程更進一步。

## 外部連結
- 阿基米德首頁
- SourceForge.net 上的阿基米德
- Hugo Corbucci 的部落格（阿基米德項目負責人）
- Github Repository